# Hero (Martin Garrix)
Hero is een nummer van de Nederlandse dj Martin Garrix uit 2022, ingezongen door de Amerikaanse singer-songwriter Jvke.
Het nummer werd opgenomen voor de mobiele game Marvel SNAP. De bijbehorende videoclip is dan ook gebaseerd op het spel. "Hero" kent een ander, veel meer tegen de traditionele popmuziek aanliggend geluid dan eerdere nummers van Garrix. Het nummer werd een bescheiden hit in Nederland, waar het de 21e positie behaalde in de Nederlandse Top 40.